# 松浦鉄道MR-100形気動車
松浦鉄道MR-100形気動車（まつうらてつどうMR-100がたきどうしゃ）は、かつて松浦鉄道に在籍していた鉄道車両（気動車）。1988年（昭和63年）4月1日の開業にあわせて導入された。
本記事では、ほぼ同形のMR-200形気動車・MR-300形気動車についても記述する。

## 概要
九州旅客鉄道（JR九州）松浦線が第三セクターの松浦鉄道に転換され西九州線として開業するのを前に、新潟鉄工所によりMR-100形11両 (MR-101 - MR-111) 、MR-200形5両 (MR-201 - MR-205) 、MR-300形2両 (MR-301, MR-302) の計18両が製造された。その後MR-100形が1989年、1991年、1992年の各年に2両ずつ製造されており、番号は製造順にMR-121 - MR-126となっている。
MR-100形100番台は前面貫通形の一般仕様、同120番台は前面貫通形のイベント対応仕様、MR-200形は前面非貫通形の一般仕様、MR-300形は前面非貫通形のイベント対応仕様となっているが、基本構造は各形式とも同一である。
各形式ともワンマン運転に対応した構造である。

## 構造
新潟製NDCの第一世代にあたり、JR西日本キハ120形などに類似する。

### 車体
車体は長さ16m級の鋼製車体で両端にバス用の折り扉を設置し、扉間に上段固定下段上昇式のユニット窓を7枚設けている。前面窓がやや傾斜しており、両側前面窓下に前照灯と尾灯を設置している。乗務員室扉は設けず、客室から運転室に出入りするようになっている。前面貫通形のMR-100形は前面が3枚窓で、左側窓上部に方向幕を設置している。前面非貫通形のMR-200形・MR-300形は前面が大きな1枚窓となっており、中央上部に方向幕を設置している。MR-100形のうち120番台は乗客扉の上に雨樋が追加されている。
塗装はMR-100形・MR-200形が西海の青と九十九島の夕映えを表した白地に青・赤・オレンジ色の帯で、MR-300形が白地に青・スカイブルー・オレンジ色の帯の塗装である。
2004年（平成16年）9月よりMR-123が長崎県内沿線自治体の産品をPRするラッピング車両「大地からの贈物号」となり、2008年（平成20年）12月の運用離脱まで他の車両と共通運用されていた。
また、2009年（平成21年）3月4日よりMR-109が平戸での日蘭通商400周年を記念した「平戸・オランダ年」をPRするラッピング車両となり、2011年（平成23年）12月の運用離脱まで他の車両と共通運用されていた。

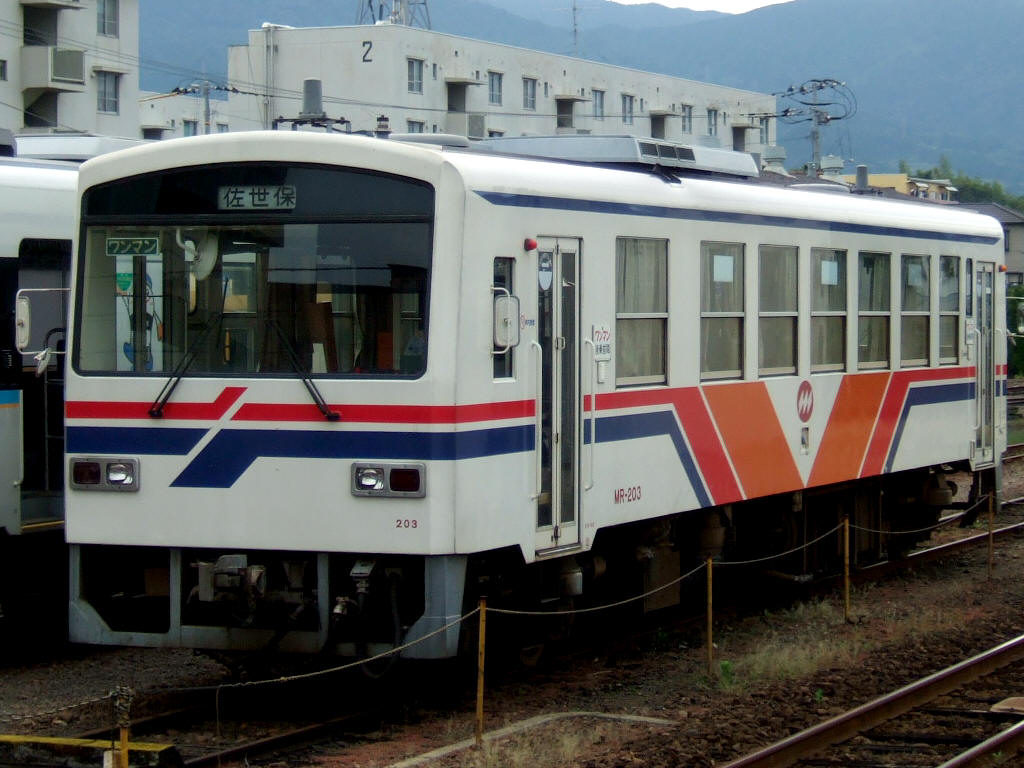
MR-200形（MR-203）
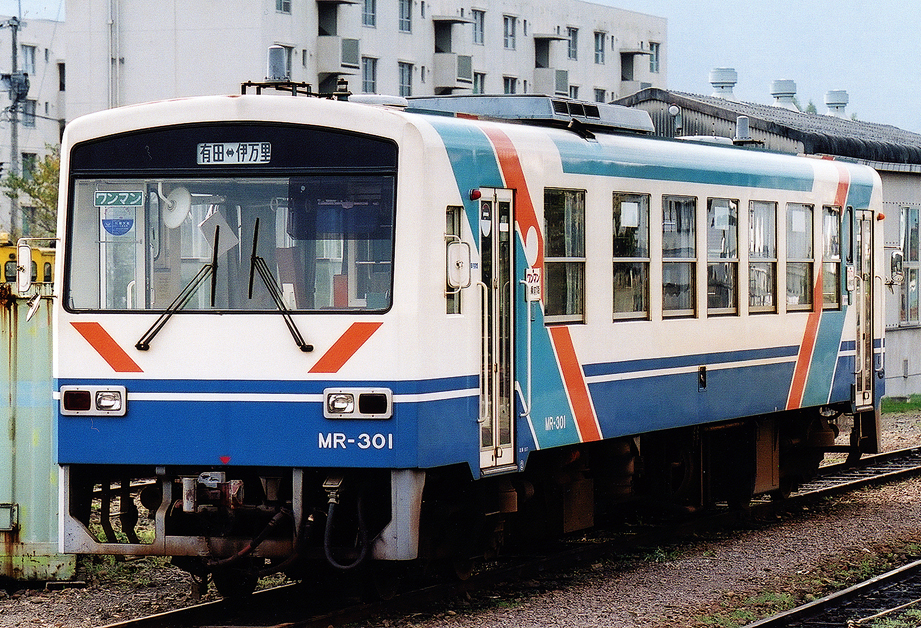
MR-300形（MR-301）
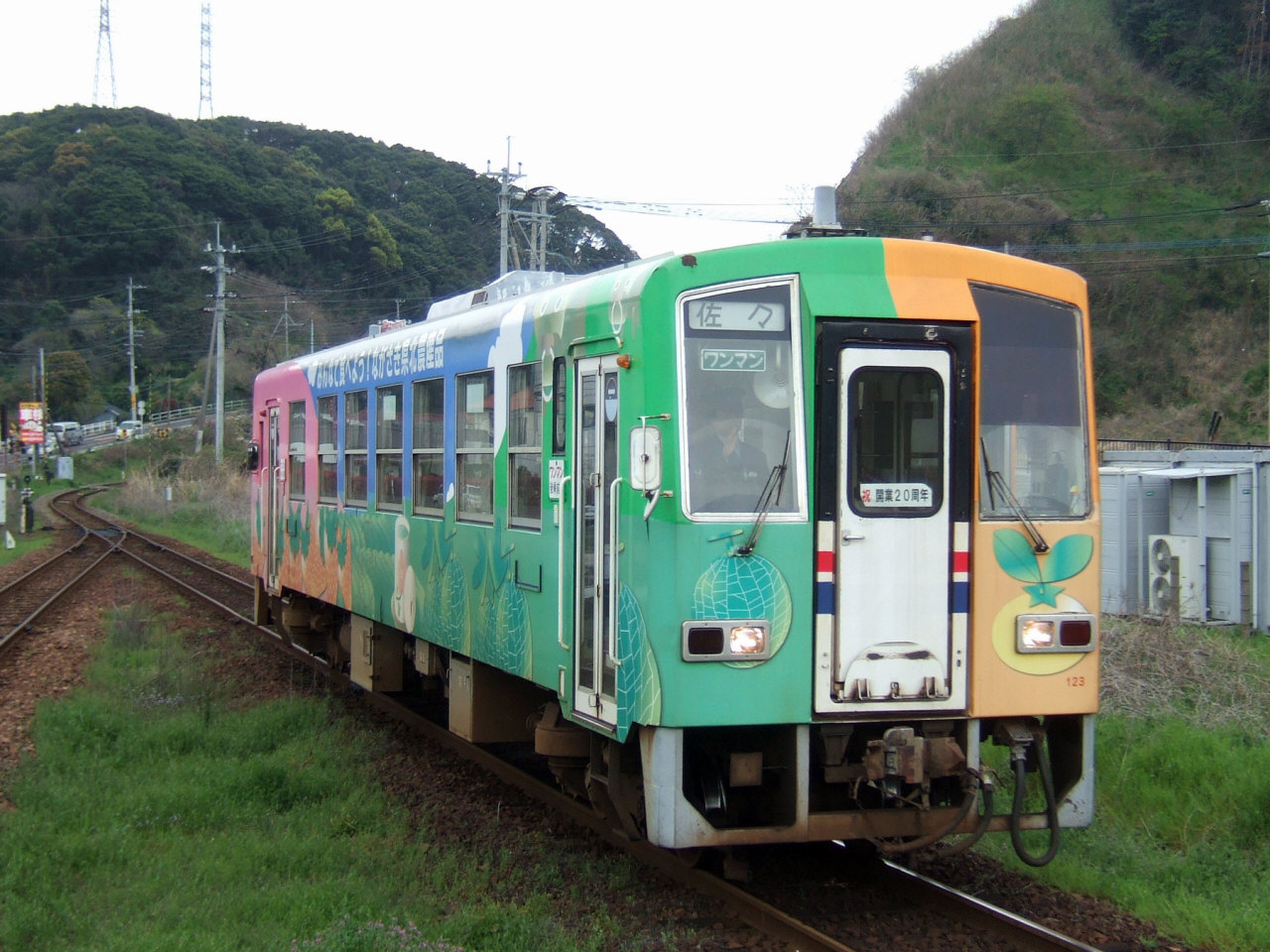
MR-123「大地からの贈物号」

### 車内
MR-100形100番台・MR-200形の車内は中央部に向かい合わせの4人掛け固定クロスシート（ボックスシート）を6か所設け、ドア付近をロングシートとしたセミクロスシートである。MR-100形120番台はボックスシートが4か所となっている。MR-300形は製造当初は全席ボックスシートであったが、MR-301が1995年6月に、MR-302が1995年7月に全席ロングシートに改造されている。イベント対応のMR-100形120番台・MR-300形は車内にカラオケ装置とビデオモニターを備える。全車とも車内にトイレは設置されていない。
各形式ともワンマン運転に対応するため運転室脇に運賃箱と整理券発行機、運賃表示器を備える。開業時に製造された車両は車内に清涼飲料水の自動販売機を設置していたが、現在ではすべて撤去された。
冷暖房装置として、機関直結方式の冷房装置と、温水温風ファン方式の暖房装置を備えている。

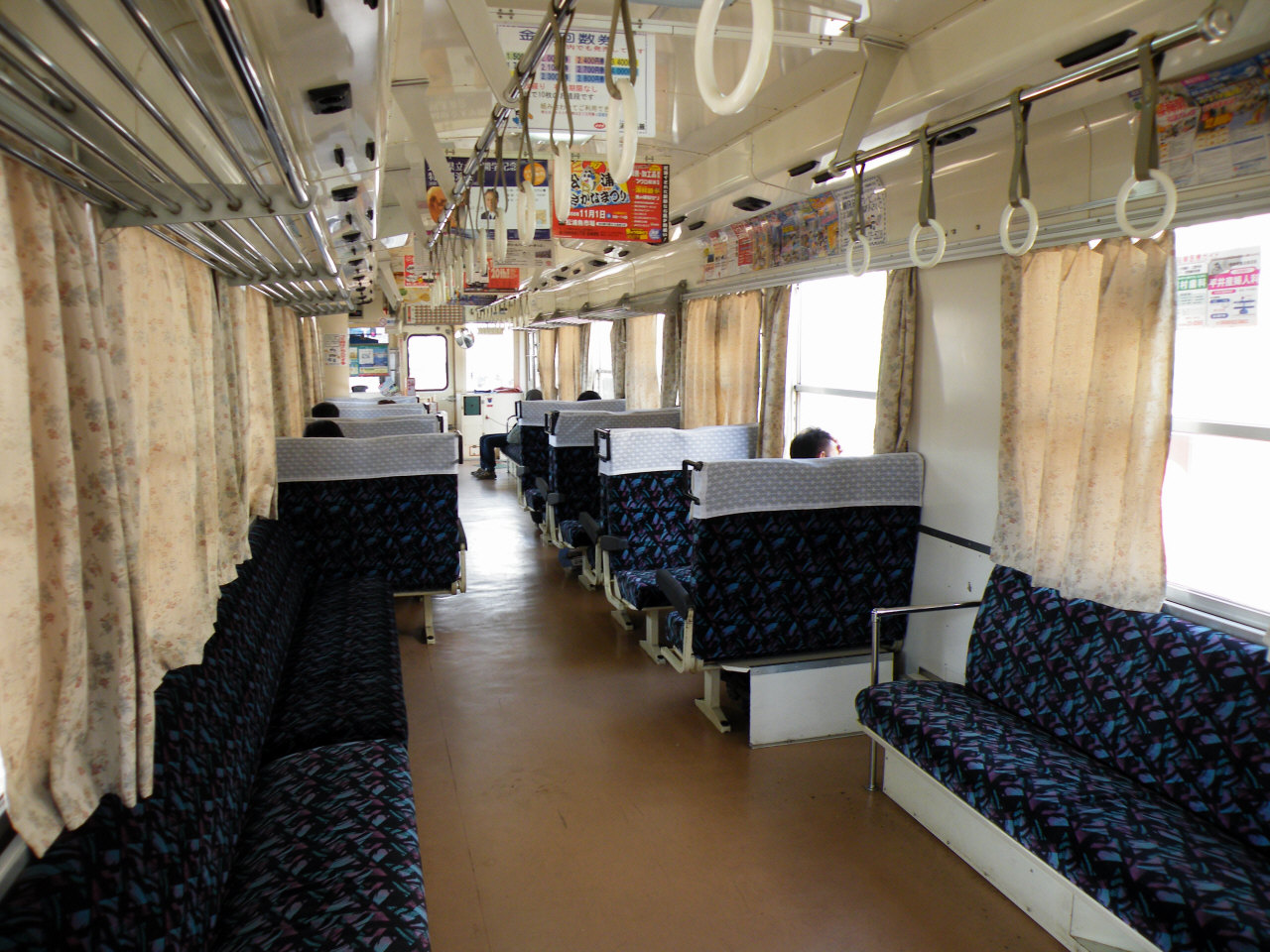
MR-106車内

### 台車・機器
エンジンは出力250 PS/1900 rpm、直列6気筒横形ディーゼルエンジンの新潟鐵工所製DMF13HSで、台車は動台車2軸駆動方式の空気ばね台車NP120D・NP120Tである。なお、MR-201, MR-202, MR-123の3両はのちにDMF13HZに換装されたが種車の液体式変速機を流用したため出力は本来の330 PSから250 PSに落として使用されていた。

## 諸元
※製造当初のもの。各車種で諸元が異なる点のみ。
- 定員：
  - MR-100形100番台：106人（座席52人）
  - MR-120形120番台：106人（座席50人）
  - MR-200形：103人（座席52人）
  - MR-300形：98人（座席52人）

## 運用
各形式とも有田 - 佐世保間の全線で運用されてきたが、製造から長期間が経過し老朽化が進んだことから新形式のMR-600形に順次置き換える方針が示された。
2007年3月18日のダイヤ改正ではMR-601 - MR-604の代替としてMR-201, MR-204, MR-205, MR-301が、2007年12月21日にはMR-605 - MR-608の代替としてMR-104, MR-202, MR-203, MR-302が、2008年12月21日にはMR-609 - MR-612の代替としてMR-102, MR-103, MR-123, MR-124が、2009年12月20日にはMR-613 - MR-616の代替としてMR-101, MR-105, MR-108, MR-122が、2010年12月20日にはMR-617 - MR-619の代替としてMR-106, MR-107, MR-121が、2011年12月19日にはMR-620, MR-621の代替としてMR-109, MR-111の順に運用を離脱してゆき、最後まで残存したMR-110, MR-125, MR-126の3両についても2012年3月25日にラストラン・イベントを行い、運用を離脱、同年4月15日付で廃車され、3形式とも形式消滅となった。
また、MR-301は1996年1月18日に中里 - 皆瀬間で発生した踏切事故にて大破し、車体を新製して復旧した。その旧車体の残存部分が、佐々駅構内で職員の更衣室としても使われている。
なお、廃車となった車両は、ミャンマー国鉄に譲渡されている。ミャンマーでの活躍の模様は、他の国産車であるキハ40形やJR北海道キハ141系気動車、北斗星用客車と共にNHKにおいてその様子が放映されたことがある。

### 雑誌記事
- 『鉄道ピクトリアル』通巻496号「新車年鑑1988年版」（1988年5月・電気車研究会）
  - 若桜鉄道（株）運輸課長 長廻勲「若桜鉄道WT2500形」 pp. 174
- 『鉄道ピクトリアル』通巻658号「<特集> レールバス」（1998年9月・電気車研究会）
  - 高嶋修一「第三セクター・私鉄向け軽快気動車の系譜」 pp. 42-55

### Web資料
- “台車近影 NP120D　NP120T ／ 鹿島鉄道KR-500形”.   鉄道ホビダス (2008年5月21日). 2017年11月19日閲覧。